# جورج أبيلا
جورج أبيلا (بالمالطية: Ġorġ Abela) (و. 1948 – م) هو سياسي من مالطا . تولى منصب رئيس مالطا .
في 13 يناير 2020 تولى ابنه روبرت أبيلا المنصب.

## التعليم
تعلم في جامعة مالطا.

## روابط خارجية
- جورج أبيلا على موقع مونزينجر (الألمانية)